# Planetella tarda
Planetella tarda är en tvåvingeart som först beskrevs av Rubsaamen 1914.  Planetella tarda ingår i släktet Planetella och familjen gallmyggor.
Artens utbredningsområde är Tyskland. Inga underarter finns listade i Catalogue of Life.